# Clathria pennata
Clathria pennata är en svampdjursart som först beskrevs av Lawrence Morris Lambe 1894.  Clathria pennata ingår i släktet Clathria och familjen Microcionidae. Utöver nominatformen finns också underarten C. p. californiana.